# Завалля (Чортківський район)
Зава́лля — село в Україні, у Мельнице-Подільській селищній громаді Чортківського району Тернопільської области. Розташоване на річці Збруч, на південному сході району.

## Назва
Назва походить від місця розташування – "за Траяновим валом".

## Географія
Село розташоване на відстані 367 км від Києва, 119 км — від обласного центру міста Тернополя та 31 км від міста Борщів.
До села пролягає дорога з твердим покриттям протяжністю 5 км із села Кудринці.

### Клімат
Для села характерний помірно континентальний клімат. Дністрове розташоване у «теплому Поділлі» — найтеплішому регіоні Тернопільської області.
| Клімат Завалля            | Клімат Завалля | Клімат Завалля | Клімат Завалля | Клімат Завалля | Клімат Завалля | Клімат Завалля | Клімат Завалля | Клімат Завалля | Клімат Завалля | Клімат Завалля | Клімат Завалля | Клімат Завалля | Клімат Завалля |
| Показник                  | Січ.           | Лют.           | Бер.           | Квіт.          | Трав.          | Черв.          | Лип.           | Серп.          | Вер.           | Жовт.          | Лист.          | Груд.          | Рік            |
| Середній максимум, °C     | −0,8           | 1,0            | 6,4            | 14,9           | 20,7           | 23,7           | 24,7           | 24,2           | 20,4           | 14,0           | 6,7            | 1,7            | 13             |
| Середня температура, °C   | −4,3           | −2,5           | 2,2            | 9,5            | 15,1           | 18,3           | 19,4           | 18,8           | 15,0           | 9,2            | 3,5            | −1,3           | 8              |
| Середній мінімум, °C      | −7,7           | −5,9           | −1,9           | 4,1            | 9,5            | 12,9           | 14,2           | 13,4           | 9,6            | 4,5            | 0,3            | −4,2           | 4              |
| Норма опадів, мм          | 31             | 30             | 31             | 52             | 71             | 99             | 96             | 61             | 52             | 33             | 34             | 36             | 626            |
| ------------------------- | -------------- | -------------- | -------------- | -------------- | -------------- | -------------- | -------------- | -------------- | -------------- | -------------- | -------------- | -------------- | -------------- |
| Джерело: climate-data.org |                |                |                |                |                |                |                |                |                |                |                |                |                |

## Історія
Поблизу села виявлено археологічні пам'ятки бронзового віку та римські монети. 
Відоме від 16 століття.
1565 року належало Язловецькому, діяла церква. 1578 р. у Заваллі (по обидва береги Збруча) – 49 будинків, 245 жителів. У 18 столітті належало родам Коссаковським, Вєльєгорським, Канарським і Страржинським.
При першому поділі Польщі (1772 року) завальський маєток поділено на дві частини (більша частина – нині село Завалля Кам'янець-Подільського району Хмельницької області).
Від власниці маєтку в селі О. з Дверницьких Рудницької Дашкевич Іван Михайлович викупив його разом з дружиною Кароліною з Козанерів (Козанів) в другій половині ХІХ ст.
У 1902 році велика земельна власність належала Кароліні Дашковичовій.
Діяло товариство "Просвіта".
Протягом 1934–1939 років Завалля належало до ґміни села Кудринці.
Від 8 липня 1941 до 5 квітня 1944 року село – під німецькою окупацією.
У 1945–1946 рр. у селі більшовики проводили часті облави.
13 вересня 1947 р. створено колгосп, згодом тут розташувалася бригада колгоспу с. Кудринці.
У лютому 1952 року Завалля – хутір села Кудринці, де в 46 будинках було 199 жителів. Мешканців хотіли депортувати у Миколаївську область, але план не реалізували. Згодом населений пункт приєднали до с. Панівці.
Відновлене 30 липня 2004 року рішенням Тернопільської обласної ради. Раніше належало до села Панівці.
12 червня 2020 року, відповідно до розпорядження Кабінету Міністрів України № 724-р «Про визначення адміністративних центрів та затвердження територій територіальних громад Тернопільської області» увійшло до складу Мельнице-Подільської селищної громади.
19 липня 2020 року, в результаті адміністративно-територіальної реформи та ліквідації Борщівського району, село увійшло до складу Тернопільського району.

## Релігія
- каплиця Покрови Пресвятої Богородиці (2012, УГКЦ).

## Населення
Станом на 2014 рік у селі проживало 65 осіб.

## Охорона здоров'я
У селі діє фельдшерський пункт.

## Культура
У селі працює клуб.

## Охорона природи
Село межує з національним природним парком «Подільські Товтри».

## Відомі люди
У селі перебував монах, святий РКЦ, художник Альберт Хмільовський, який 1883 року намалював картину "Село Завалля".

## Світлини

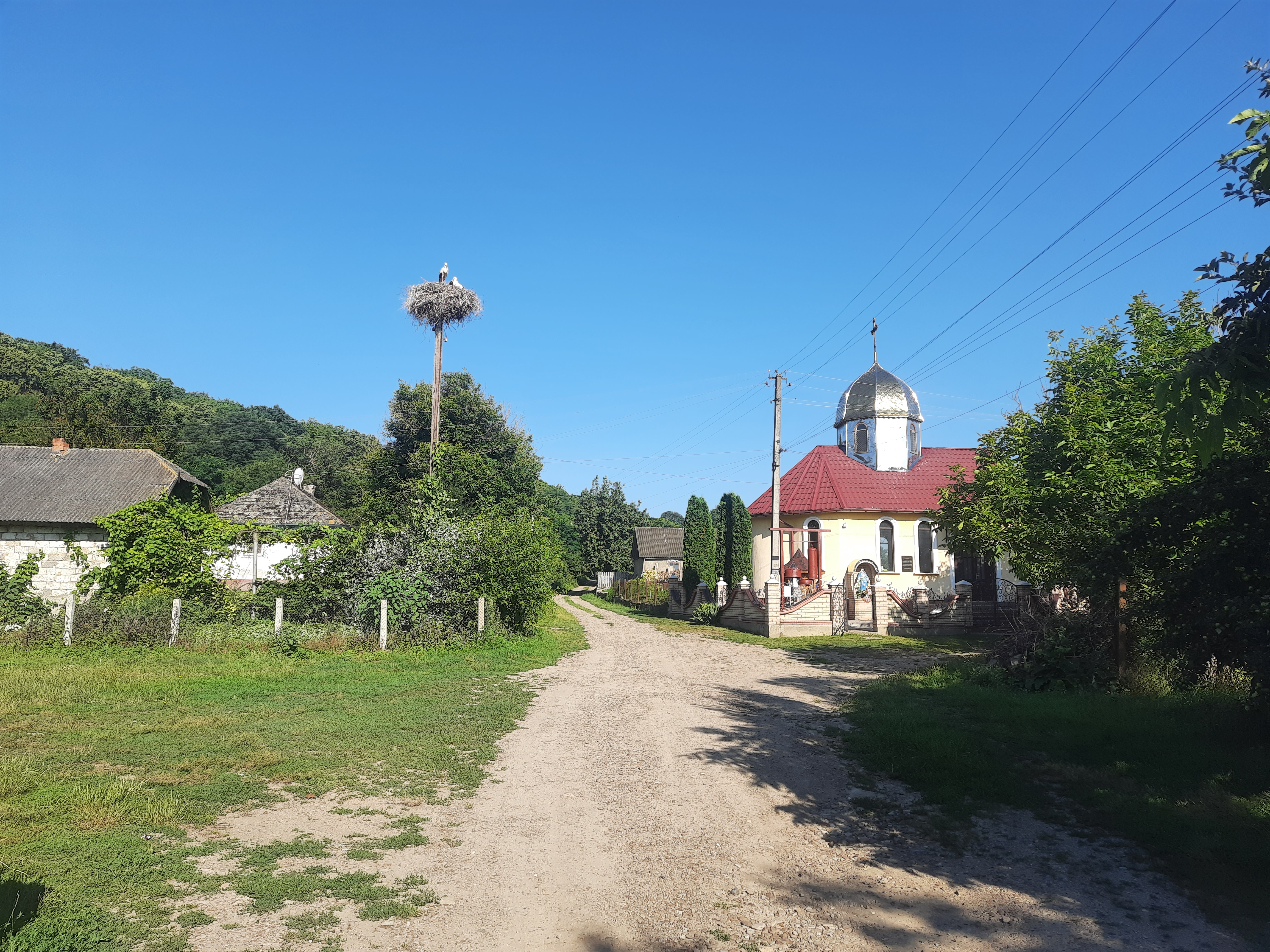
В центрі села
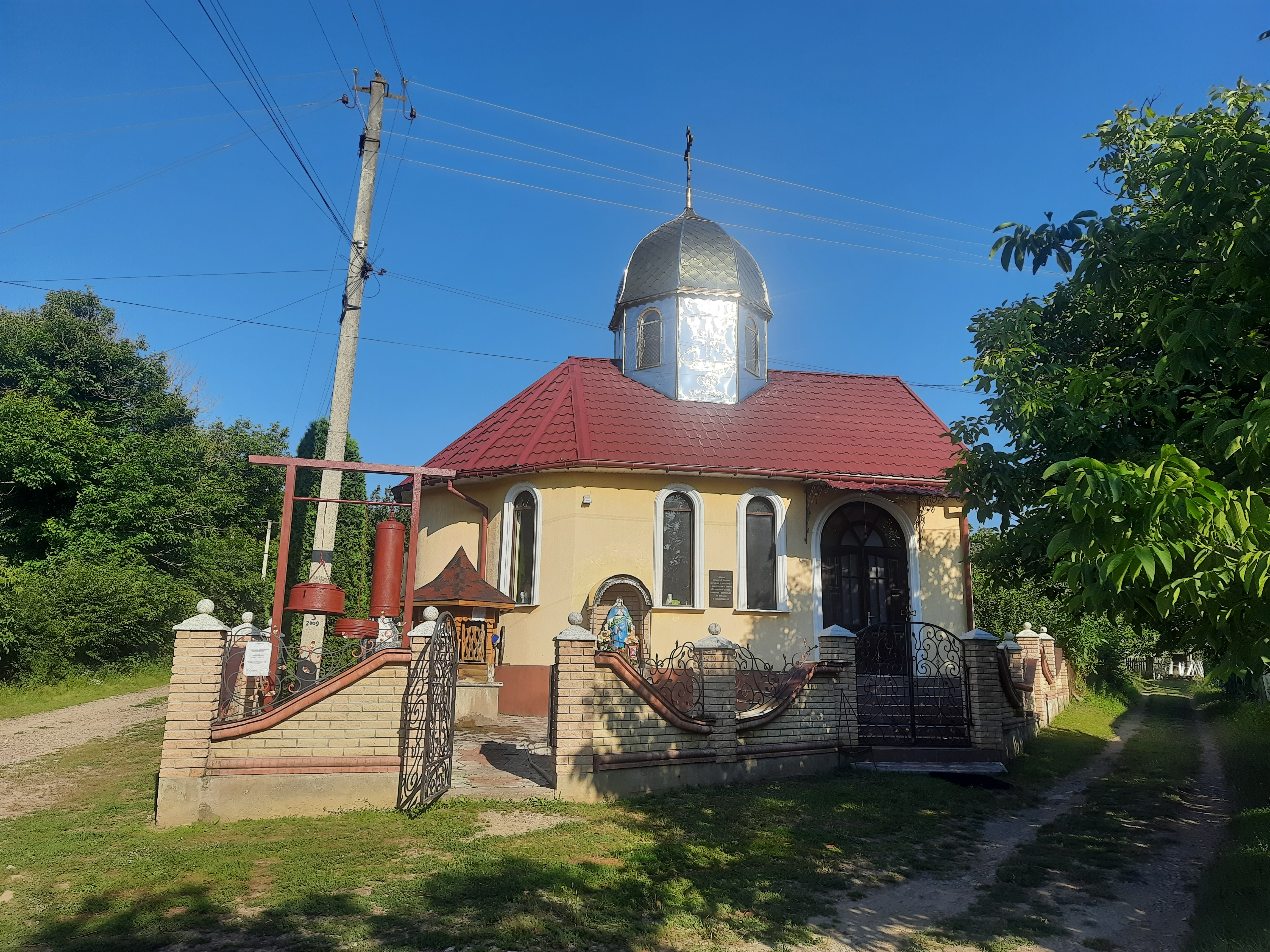
Каплиця Святої Покрови
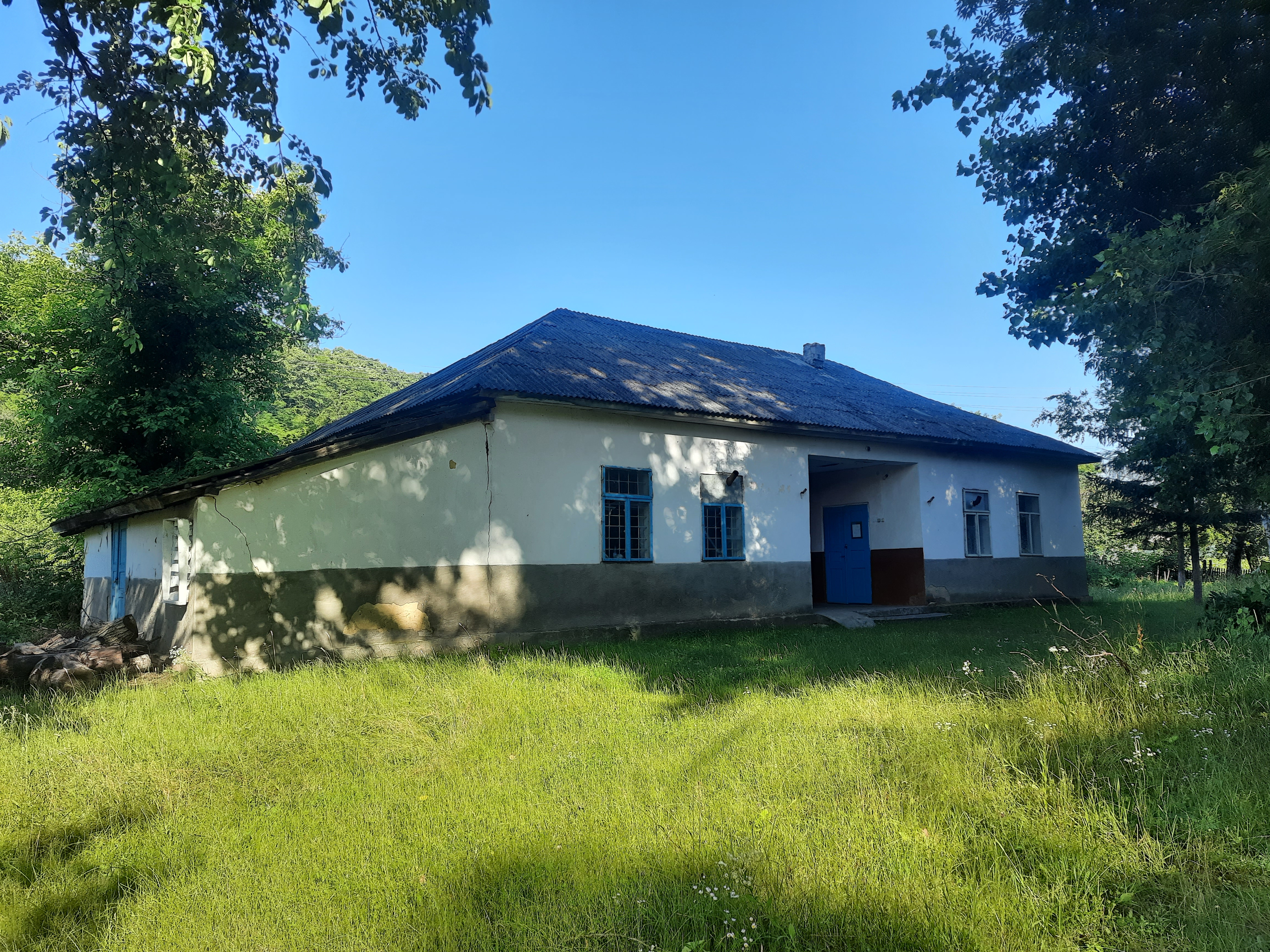
Клуб